# Ле-Кремлен — Бисетр (станция метро)
«Ле Кремлен — Бисетр» (фр. Le Kremlin-Bicêtre) — станция Парижского метрополитена на линии 7 (южный участок, на ветке на Вильжюиф — Луи Арагон). Находится за пределами Парижа, в одноимённой коммуне. Единственная станция метро в этой коммуне. Первая станция на этом направлении за Перифериком.

## История
Название станции произошло от названия созданной в 1896 году коммуны, на территории которой располагается станция. Название коммуны происходит от гостиницы «У кремлёвского сержанта» (фр. Au Sergent du Kremlin), отсылающего к наполеоновским войнам, и «Бисетр» — искажённое во французском языке название английского города Уинчестер, епископ которого владел здесь землями.
Первая станция на ветке к Вильжюиф — Луи Арагон, открыта 10 декабря 1982 года вместе со всем участком на Вильжюиф.
Пассажиропоток по станции по входу в 2011 году, по данным RATP, составил 4 492 364 человека. В 2012 году на станцию вошли 4 576 882 человека, а в 2015 году входной пассажиропоток снизился до 4 344 822 пассажиров (110 место по уровню входного пассажиропотока в Парижском метро).

## Пересадка на наземный транспорт
- Автобусы 47, 131, 185, 323